# مرشدآباد (سلسله، شمال)
مرشدآباد یک روستا در ایران است که در دهستان دوآب شهرستان سلسله واقع شده‌است. مرشدآباد ۴۹ نفر جمعیت دارد.